# Chuño

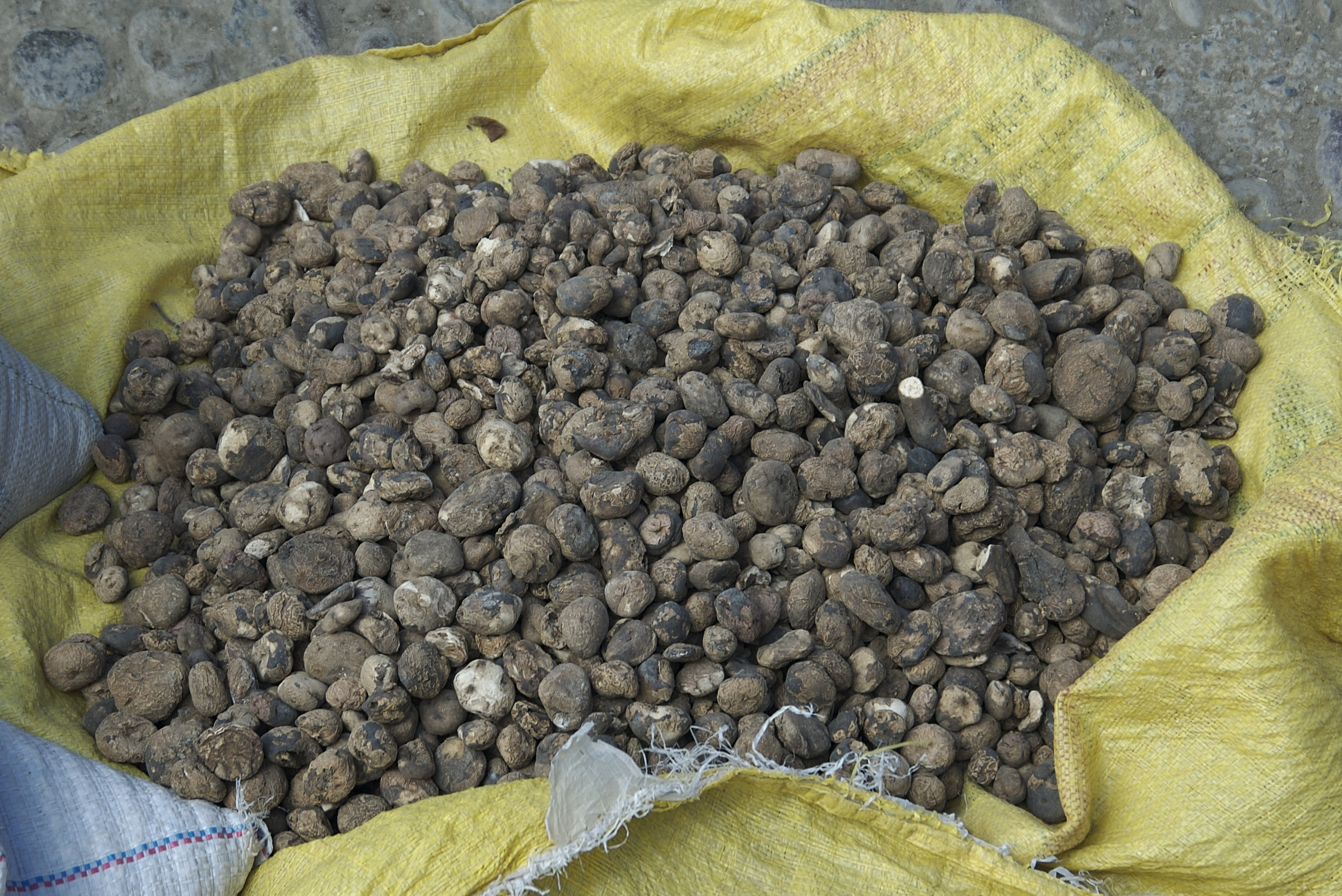
Chuño

Chuño ist ein haltbares Lebensmittel, das durch einen speziellen Prozess für den Wasserentzug aus Kartoffeln gewonnen wird.
Chuño leitet sich von der Bezeichnung indigener Völker der Anden ab (Aymara, Quechua: ch'uñu = Falten). Die traditionelle Herstellung ist bereits aus präkolumbischer Zeit belegt. Für weite Teile der indigenen Bevölkerung der Anden ist dieses Produkt ein Grundnahrungsmittel. Es wird im Norden Argentiniens, in der bolivianischen Hochebene (Altiplano), im Norden Chiles, im Süden von Ecuador, sowie regional in Peru hergestellt. Traditionell hergestellter Chuño ist ungewöhnlich lange haltbar, üblicherweise wird mit einer Haltbarkeit von mindestens 20 Jahren gerechnet. An der Fundstätte Tiwanaku in Bolivien ausgegrabene, über 1000 Jahre alte Chuño-Vorräte waren noch essbar.
Chuño wird meist aus bestimmten Kartoffelsorten (papa amarga) hergestellt. Das sind bittere Kartoffeln wie Solanum curtilobum, Solanum juzepczukii und Solanum ajanhuiri, die unbehandelt giftig sind. Bei der Herstellung werden die Knollen vier oder fünf Tage dem in den Anden ab Juni regelmäßig auftretenden Nachtfrost ausgesetzt und so die Zellwände beschädigt, danach kann die Flüssigkeit durch Stampfen mit den Füßen auf speziellen Wiesen entfernt werden. Nach der Entwässerung ist der trockene Chuño sehr leicht und einfacher zu lagern und zu transportieren als das Ursprungsprodukt. Zur Zubereitung wird Chuño in Wasser eingeweicht und nimmt, ähnlich wie Reis oder Nudeln, erheblich an Volumen zu. Normalerweise wird Chuño danach in kleinere Stücke geteilt und etwa mit einem zerschlagenen Ei vermengt. So entsteht eine nahrhafte Beilage zu vielen Gerichten. Er wird auch zu Suppen verarbeitet.
Andere Abarten der getrockneten Kartoffel heißen chuño fresco, hier wird der Chuño vor dem Stampfen gekocht und verzehrt, er ist nur im Juni erhältlich, und tunta oder weißer Chuño. Für Letzteren werden die Kartoffeln nach dem Gefrierprozeß einen Monat lang gewässert und dann getrocknet. Die helle tunta hat einen höheren Status als der schwarze Chuño. Chuño gilt heute als Bauernessen und wird nur selten in Restaurants angeboten.
Chuño wird seit Beginn der Kultivierung der Kartoffel vor ca. 8000 Jahren von den Völkern des Andenraums verzehrt und hat als uraltes Nahrungsmittel eine hohe kulturgeschichtliche Relevanz. Er wird als das für die Entwicklung des Andenraums zentrale Lebensmittel beschrieben, das die Entstehung präkolumbischer andiner Hochkulturen wie der von Tiwanaku und der Inka erst ermöglicht hat. Schon der spanische Jesuit und Chronist Bernabé Cobo beschrieb ihn als das in der Inka-Kultur verwendete Äquivalent des Brotes der Alten Welt. Das bis dato älteste bekannte Zeugnis der Verarbeitung von Chuño ist ein 2017 in Puno am Titicacasee ausgegrabener, 5000 Jahre alter Kartoffelstampfer, der noch Reste von Chuño enthielt.
Ein ähnliches Verfahren zur Genießbarmachung wie beim Chuño wird im Andenraum auch bei der Sauerkleesorte Oka angewendet, hier heißt das Endprodukt khaya.